# Élections constituantes italiennes de 1946
Les élections constituantes italiennes de 1946 (en italien : Elezioni politiche italiane del 1946) ont eu lieu le 2 juin 1946. Il s'agit des premières élections organisées depuis la fin de la dictature fasciste et par conséquent des premières organisées de manière démocratique depuis 1921. Les femmes peuvent également pour la première fois exercer leur droit de vote au niveau national. Les élections concernent les membres d'une Assemblée constituante chargée d'élaborer une nouvelle constitution, telle qu'établie par le décret législatif no 151 du 25 juin 1944. Dans le même temps, un référendum institutionnel est organisé afin de permettre à la population de s'exprimer sur le maintien de la monarchie ou le passage à la république.
Les consultations ont vu le succès des trois grands partis de masse de l'époque, dont la somme des votes a atteint environ 75 %,. La Démocratie chrétienne a obtenu la majorité relative avec 35 % des voix, et les partis de gauche, le Parti socialiste italien d'unité prolétarienne et le Parti communiste italien ont atteint ensemble presque 40 % des voix. Le poids de la droite, répartie entre libéraux (Union démocratique nationale), populistes (Fronte dell'Uomo Qualunque) et monarchistes (Bloc national de la liberté), s'est révélé être une nette minorité. Les élections ont toutefois sanctionné une présence variée et plurielle de cultures politiques, y compris, outre les partis mentionnés ci-dessus, le Parti républicain italien et le Parti d'action.

## Contexte
Après la Seconde Guerre mondiale, l'Italie s'est retrouvée économiquement et moralement défaite. Le Comité de libération nationale (CLN), composé de toutes les forces antifascistes, est resté uni même après la fin de la guerre dans la formation du gouvernement Parri. De grands espoirs de réformes ont été placés dans ce gouvernement. Cependant, les espoirs n'ont pas été suivis de faits, car le gouvernement est tombé après seulement cinq mois en décembre 1945.
De plus, la crainte que la guerre civile contre le fascisme ne se transforme en soulèvement populaire communiste s'est de plus en plus renforcée. Ce sont les principaux représentants de la gauche, Palmiro Togliatti (PCI) et Pietro Nenni (PSIUP) eux-mêmes qui ont calmé les esprits, convaincus, cependant, que dans une consultation future ils obtiendraient la majorité nécessaire pour satisfaire leur électorat. Il était toutefois désormais clair qu'un vrai tournant politique ne pouvait être que le résultat d'élections démocratiques. Par conséquent, les élections à l'Assemblée constituante et le référendum sur le choix entre la monarchie et la république ont été convoqués pour le 2 juin 1946. Entre-temps, le chef des chrétiens-démocrates, De Gasperi, a été chargé de former un nouveau gouvernement, le dernier du royaume d'Italie, qui avait le soutien de l'ensemble du CLN.

## Système électoral
Les élections à l'Assemblée constituante se sont déroulées selon le système électoral introduit par le décret législatif no 74 du 10 mars 1946, après avoir été approuvé par le Conseil national le 23 février 1946. Les femmes ont pu exercer le droit de vote pour la première fois en Italie.
En vertu de cette loi, les partis ont présenté une liste de candidats dans chaque circonscription. L'attribution des sièges aux listes de circonscriptions s'est faite à la proportionnelle selon la méthode d'Imperiali des diviseurs avec quotients; une fois le nombre de sièges obtenus par chaque liste déterminé, les candidats qui, dans la même liste, avaient obtenu le plus grand nombre de préférences des électeurs étaient élus. Les électeurs pouvaient exprimer leurs préférences pour un maximum de quatre candidats.
Les sièges et les votes restants dans cette première phase ont ensuite été regroupés au sein du collège national unique, au sein duquel les sièges ont toujours été attribués selon la méthode des diviseurs, mais en utilisant désormais le quotient naturel de Hare et en épuisant le calcul par la méthode des restes les plus élevés.
La loi électorale prévoyait l'élection de 573 députés, mais les élections n'ont pas pu avoir lieu dans le Tyrol du Sud (sous administration alliée, y compris les municipalités d'Anterivo, Bronzolo, Cortaccia, Egna, Lauregno, Magrè, Montagna, Ora, Proves, Salorno, Senale-San Felice et Trodena, qui faisaient alors partie de la province de Trente, mais qui ont pu participer au référendum) et en Vénétie julienne (sous administration alliée et yougoslave) qui n'étaient pas sous pleine souveraineté italienne. Les élections ont en revanche eu lieu dans les municipalités de Briga Marittima et Tenda (alors piémontaises, puis transmises à la France). En conséquence, seulement 556 députés ont été élus.
Tous les Italiens ont le droit de vote, hommes et pour la première fois, femmes, âgés d'au moins 21 ans. Les personnes ayant le droit de vote représentaient 61,4 % de la population.

## Principales forces politiques
| Parti | Parti                                             | Idéologie                           | Chef de file       |
| ----- | ------------------------------------------------- | ----------------------------------- | ------------------ |
|       | Démocratie chrétienne                             | Démocratie chrétienne, Popularisme  | Alcide De Gasperi  |
|       | Parti socialiste italien de l'unité prolétarienne | Socialisme, Socialisme démocratique | Pietro Nenni       |
|       | Parti communiste italien                          | Communisme, Marxisme-léninisme      | Palmiro Togliatti  |
|       | Union démocratique nationale (UDN)                | Libéralisme, Conservatisme          | Manlio Brosio      |
|       | Fronte dell'Uomo Qualunque                        | Populisme, Conservatisme            | Guglielmo Giannini |
|       | Parti républicain italien                         | Républicanisme, Social-libéralisme  | Randolfo Pacciardi |
|       | Bloc national de la liberté                       | Conservatisme, Monarchisme          | Alfredo Covelli    |
|       | Parti d'action                                    | Républicanisme, Socialisme libéral  | Ferruccio Parri    |

## Campagne électorale
Alcide De Gasperi s'est fortement impliqué dans la campagne électorale pour faire de la Démocratie chrétienne un parti moderne et interclasses, attentif non seulement aux exigences de la classe moyenne et des catholiques mais aussi des classes populaires et paysannes. De fait, il a obtenu le soutien de l'Association chrétienne des travailleurs italiens (ACLI) et de la Confédération nationale des cultivateurs directs (Coldiretti). Cette stratégie a fait de la DC un véritable parti de masse capable de concurrencer les communistes et les socialistes, même dans leur électorat de référence. En tout état de cause, le parti restait toutefois étroitement lié au catholicisme et bénéficiait du plein soutien de l'Église.

## Résultats

### Nationaux
|                          |                                                   |            |       |        |  |  |  |  |  |
| Parti                    | Parti                                             | Voix       | %     | Sièges |  |  |  |  |  |
|                          | Démocratie chrétienne                             | 8 101 004  | 35,21 | 207    |  |  |  |  |  |
|                          | Parti socialiste italien de l'unité prolétarienne | 4 758 129  | 20,68 | 115    |  |  |  |  |  |
|                          | Parti communiste italien                          | 4 356 686  | 18,93 | 104    |  |  |  |  |  |
|                          | Union démocratique nationale                      | 1 560 638  | 6,78  | 41     |  |  |  |  |  |
|                          | Fronte dell'Uomo Qualunque                        | 1 211 956  | 5,27  | 30     |  |  |  |  |  |
|                          | Parti républicain italien                         | 1 003 007  | 4,36  | 23     |  |  |  |  |  |
|                          | Bloc national de la liberté                       | 637 328    | 2,77  | 16     |  |  |  |  |  |
|                          | Parti d'action                                    | 334 748    | 1,45  | 7      |  |  |  |  |  |
|                          | Mouvement pour l'indépendance sicilienne          | 171 201    | 0,74  | 4      |  |  |  |  |  |
|                          | Parti des paysans italiens                        | 102 393    | 0,44  | 1      |  |  |  |  |  |
|                          | Concentration démocratique républicaine           | 97 690     | 0,42  | 2      |  |  |  |  |  |
|                          | Parti sarde d'action                              | 78 554     | 0,34  | 2      |  |  |  |  |  |
|                          | Mouvement unioniste italien                       | 71 021     | 0,31  | 1      |  |  |  |  |  |
|                          | Parti chrétien-social                             | 51 088     | 0,22  | 1      |  |  |  |  |  |
|                          | Parti démocratique du travail                     | 40 633     | 0,18  | 1      |  |  |  |  |  |
|                          | Mouvement de reconstruction nationale             | 39 748     | 0,17  | 0      |  |  |  |  |  |
|                          | Union démocratique indépendante du travail        | 36 398     | 0,16  | 0      |  |  |  |  |  |
|                          | Alliance républicaine italienne                   | 34 363     | 0,15  | 0      |  |  |  |  |  |
|                          | Alliance monarchiste italienne                    | 30 505     | 0,13  | 0      |  |  |  |  |  |
|                          | Mouvement démocratique monarchiste italien        | 30 017     | 0,13  | 0      |  |  |  |  |  |
|                          | Parti des anciens combattants italiens            | 24 764     | 0,11  | 0      |  |  |  |  |  |
|                          | Parti communiste internationaliste                | 22 644     | 0,10  | 0      |  |  |  |  |  |
|                          | Front progressiste démocratique républicain       | 21 853     | 0,09  | 1      |  |  |  |  |  |
|                          | Autres partis                                     | 176 799    | 0,77  | 0      |  |  |  |  |  |
|                          | Indépendants                                      | 17 312     | 0,08  | 0      |  |  |  |  |  |
|                          |                                                   |            |       |        |  |  |  |  |  |
| Votes valides            | Votes valides                                     | 23 010 479 | 92,24 |        |  |  |  |  |  |
| Votes blancs et nuls     | Votes blancs et nuls                              | 1 936 708  | 7,76  |        |  |  |  |  |  |
| Total                    | Total                                             | 24 947 187 | 100   | 556    |  |  |  |  |  |
| Abstentions              | Abstentions                                       | 3 058 262  | 10,92 |        |  |  |  |  |  |
| Inscrits / participation | Inscrits / participation                          | 28 005 449 | 89,08 |        |  |  |  |  |  |

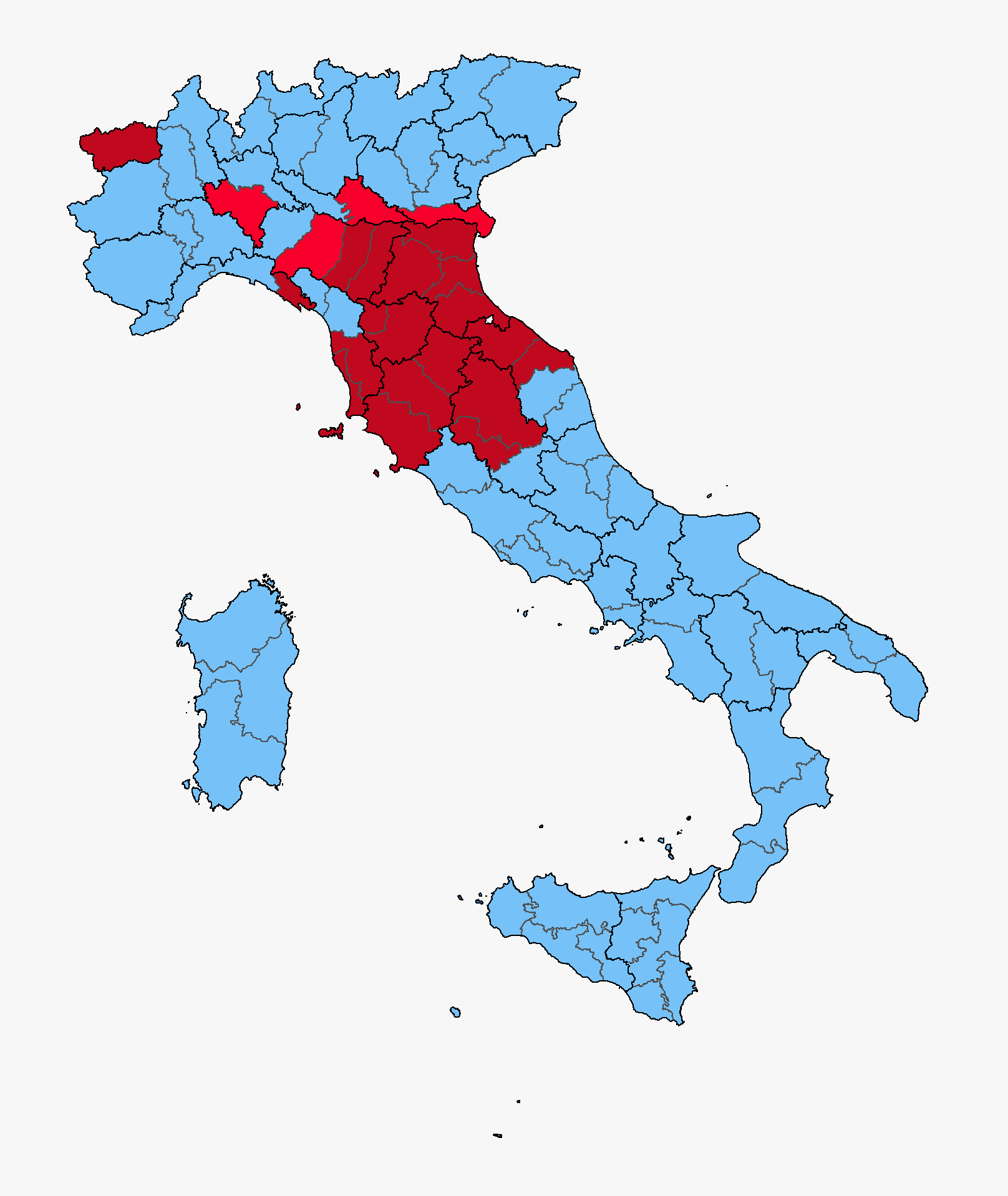
Parti arrivé en tête par province
Résultats détaillés par circonscription.

### Résultats des principaux partis dans les circonscriptions
| Circonscriptions                        | DC                                   | PSIUP  | PCI    | UDN    | FUQ    |       |
| --------------------------------------- | ------------------------------------ | ------ | ------ | ------ | ------ | ----- |
| Circonscriptions                        | Ancona-Pesaro-Macerata-Ascoli Piceno | 30,6 % | 18,8 % | 21,8 % | 3,0 %  | 5,3 % |
| Bari-Foggia                             | 31,8 %                               | 12,2 % | 18,4 % | 7,5 %  | 17,5 % |       |
| Benevento-Campobasso                    | 41,2 %                               | 7,5 %  | 4,4 %  | 26,4 % | 11,4 % |       |
| Bologna-Ferrara-Ravenna-Forli           | 18,3 %                               | 27,3 % | 38,2 % | 1,9 %  | 3,2 %  |       |
| Brescia-Bergamo                         | 49,1 %                               | 23,6 % | 14,0 % | 3,6 %  | 3,2 %  |       |
| Cagliari-Sassari-Nuoro                  | 41,1 %                               | 8,8 %  | 12,5 % | 6,3 %  | 12,4 % |       |
| Catania-Messina-Siracusa-Ragusa-Enna    | 36,5 %                               | 10,9 % | 6,5 %  | 14,8 % | 9,1 %  |       |
| Catanzaro-Cosenza-Reggio Calabria       | 34,3 %                               | 11,1 % | 12,1 % | 12,8 % | 7,9 %  |       |
| Como-Sondrio-Varese                     | 45,6 %                               | 34,0 % | 12,6 % | 2,7 %  | 0,0 %  |       |
| Cuneo-Alessandria-Asti                  | 38,7 %                               | 23,8 % | 16,7 % | 5,7 %  | 1,7 %  |       |
| Firenze-Pistoia                         | 28,0 %                               | 23,0 % | 35,7 % | 2,7 %  | 5,3 %  |       |
| Genova-Imperia-La Spezia-Savona         | 32,5 %                               | 25,9 % | 28,5 % | 4,2 %  | 2,7 %  |       |
| L'Aquila-Pescara-Chieti-Teramo          | 43,3 %                               | 13,3 % | 11,5 % | 5,9 %  | 4,6 %  |       |
| Lecce-Brindisi-Taranto                  | 34,7 %                               | 8,7 %  | 9,3 %  | 14,6 % | 0,0 %  |       |
| Mantova-Cremona                         | 30,7 %                               | 31,4 % | 27,2 % | 4,5 %  | 0,0 %  |       |
| Milano-Pavia                            | 33,2 %                               | 31,8 % | 23,8 % | 2,6 %  | 3,8 %  |       |
| Napoli-Caserta                          | 35,3 %                               | 6,5 %  | 8,4 %  | 20,5 % | 12,6 % |       |
| Palermo-Trapani-Agrigento-Caltanissetta | 30,5 %                               | 13,7 % | 9,4 %  | 12,2 % | 10,4 % |       |
| Parma-Modena-Piacenza-Reggio Emilia     | 29,4 %                               | 28,9 % | 36,8 % | 1,5 %  | 1,7 %  |       |
| Perugia-Terni-Rieti                     | 28,5 %                               | 21,0 % | 25,5 % | 2,6 %  | 4,9 %  |       |
| Pisa-Livorno-Lucca-Massa Carrara        | 32,6 %                               | 20,2 % | 28,3 % | 2,0 %  | 3,1 %  |       |
| Potenza-Matera                          | 31,3 %                               | 16,3 % | 13,0 % | 22,8 % | 8,6 %  |       |
| Roma-Viterbo-Latina-Frosinone           | 32,4 %                               | 10,7 % | 14,2 % | 7,1 %  | 7,0 %  |       |
| Salerno-Avellino                        | 29,1 %                               | 7,8 %  | 6,7 %  | 18,9 % | 10,0 % |       |
| Siena-Arezzo-Grossetto                  | 22,5 %                               | 22,5 % | 38,0 % | 2,0 %  | 4,2 %  |       |
| Trento                                  | 57,4 %                               | 27,7 % | 8,1 %  | 1,9 %  | 0,0 %  |       |
| Turin-Novare-Vercelli                   | 33,1 %                               | 30,4 % | 23,2 % | 5,3 %  | 2,5 %  |       |
| Udine-Belluno                           | 47,7 %                               | 31.0 % | 12,5 % | 1,8 %  | 2,7 %  |       |
| Venezia-Treviso                         | 46,5 %                               | 23,8 % | 15,2 % | 2,3 %  | 0,0 %  |       |
| Verona-Padova-Vincenza-Rovigo           | 51,1 %                               | 28,1 % | 13,2 % | 2,9 %  | 2,5 %  |       |

## Analyse
Pour la première fois, 21 femmes sont élues membres d'une assemblée parlementaire en Italie.
Les démocrates-chrétiens s'imposent comme le parti prédominant en Triveneto et en Haute Lombardie avec des pourcentages supérieurs à la majorité absolue des voix. Il connaît également un grand succès dans la province de Lucques, entre le Latium, les Abruzzes et la Campanie, et dans les grandes îles où il atteint plus de 40 % des voix. Ils obtiennent des scores conformes à la moyenne nationale dans le reste de l'Italie du Sud et dans le Nord-Ouest, tandis qu'ils sont nettement inférieurs à la moyenne en Toscane, en Emilie-Romagne, où ils obtiennent moins de 30 %, en Ombrie et dans les Marches.
Le PSIUP n'obtient des résultats remarquables que dans le centre-nord de l'Italie, alors que dans le reste du pays, il se trouve dans une position très minoritaire, à l'exception du sud de la Sicile. Il est particulièrement fort, avec des résultats supérieurs à 30 % des voix, dans le Piémont, en Lombardie occidentale et méridionale, en Emilie, mais pas en Romagne où il est plutôt faible, en Vénétie, surtout dans les provinces de Rovigo, Venise et Vérone, et enfin, dans le Frioul. À l'inverse, il obtient des résultats faibles en Campanie et en Sardaigne où il n'atteint même pas 10 % des voix.
Le Parti communiste italien recueille la majorité de ses voix en Émilie-Romagne et en Toscane où il obtient entre 35 et 40 % des voix. Il a également eu beaucoup de succès dans le Piémont, en Ligurie, en Ombrie, dans les Marches, en Basse Lombardie et sur la côte vénitienne et dans les provinces de Foggia et Agrigente avec des résultats entre 25 et 35 %. Dans le reste du pays, il n'a pas pu dépasser 15 % des voix, la situation étant particulièrement difficile dans la région du Triveneto, en Campanie et dans le nord de la Sicile.
L'Union nationale démocratique trouve un soutien surtout dans le sud de l'Italie, avec plus de 10 % des voix en Calabre, dans les Pouilles et en Sicile, 20 % en Campanie et Basilicate et même 30 % dans la province de Bénévent. Elle est très faible au contraire dans le Centre-Nord, à l'exception de l'ouest du Piémont, où il obtient des résultats supérieurs à la moyenne nationale.
Le Frente dell'Uomo Qualunque, bien que non présent dans toutes les circonscriptions, obtient un certain succès, en particulier dans le sud de l'Italie, d'où vient la plupart de son soutien. En Sardaigne, en Sicile et en Campanie, il a obtenu plus de 10 % des voix, avec plus de 15 % dans les provinces de Naples et de Bari. Il obtient des résultats comparables à la moyenne nationale en Italie centrale grâce à l'excellente performance dans la Province de Rome où il a obtenu plus de 8 % des voix. Dans le nord de l'Italie, les résultats sont inférieurs à la moyenne nationale, mais il obtient de bons pourcentages dans les grandes villes telles que Milan et Bologne.
Le Parti républicain italien obtient des résultats qui l'ancrent fortement dans le centre de l'Italie, en particulier en Romagne, dans les Marches, dans le Latium et en Ombrie où il obtient plus de 15 %. D'autres zones fortes sont la côte toscane, en particulier dans les provinces de Grosseto et Massa Carrara, et la province de Trapani. Dans le reste du pays, il obtient des résultats médiocres, mais meilleurs dans le sud de l'Italie que dans le nord, à quelques exceptions près.
Le Bloc national de la liberté ne se présente pas dans toutes les circonscriptions, mais malgré cela, il obtient un bon résultat. Cela s'explique par les excellents résultats obtenus dans le sud de l'Italie, où les résultats sont presque partout bien supérieurs à la moyenne nationale. En particulier, il enregistre des valeurs particulièrement élevées, au point de le placer comme deuxième parti, dans la province de Salento, où il dépasse 20 % des voix, et dans la province de Catanzaro. Les résultats sont en revanche inférieurs à la moyenne nationale dans les régions du centre-nord où il n'atteint souvent pas 1 % des voix.
Dans l'ensemble, la Démocratie chréteinne est le premier parti dans la plupart des provinces. En particulier, elle conquiert presque toutes les provinces du Nord et la totalité de celles du Sud. Cependant, dans de nombreuses régions du Sud, elle s'impose avec des avantages réduits, souvent suivis par les libéraux, les monarchistes ou le FUQ. Beaucoup plus marquées sont les victoires conquises entre la Haute Lombardie et le Triveneto, tandis qu'entre la Lombardie orientale et le Piémont les avantages sont très limités. Dans l'ensemble du Nord du pays, le PSIUP s'impose comme deuxième force politique. Ceci explique le fait que les socialistes, bien que deuxièmes au niveau national, ne peuvent s'imposer que dans quatre provinces, qui ne sont pas celles où ils obtiennent les meilleurs résultats, mais sont des zones de transition entre le fort consensus entre démocrates-chrétiens et communistes. Le PCI a, lui, une distribution électorale beaucoup plus locale et s'impose dans presque toute l'Italie centrale avec des majorités qui sont aussi très importantes.

## Conséquences des élections
Les forces politiques du CLN, déjà unies au sein du gouvernement De Gasperi I, ont obtenu la quasi-totalité des sièges du parlement, presque également répartis entre les forces de gauche et les démocrates-chrétiens. La victoire parallèle de la République lors du référendum institutionnel provoque la fin de la monarchie, avec l'exil volontaire des Savoie, et l'élection du libéral Enrico De Nicola comme chef d'Etat provisoire. Le socialiste Giuseppe Saragat, futur Président de la République, est appelé à présider l'Assemblée. Un mois après les élections, De Gasperi forme un nouveau gouvernement composé de la Démocratie chrétienne, du Parti socialiste italien d'unité prolétarienne, du Parti communiste italien et du Parti républicain italien. 
Le Parti d'action (Pd'Az) se dissout peu après les élections, l'aile droite rejoignant le Parti républicain italien et l'aile gauche le Parti socialiste italien d'unité prolétarienne.En 1947, socialistes et communistes quittent le gouvernement à la suite du début de la Guerre froide. Ils formeront une coalition électorale pour les élections législatives de 1948.